# Maharishi Vedic City
Maharishi Vedic City è un comune degli Stati Uniti d'America, situato nello Stato dell'Iowa, nella contea di Jefferson.